# Razan Naiem Almoghrabi
Razan Naiem Almoghrabi (en arabe : رزان نعيم المغربي), également nommée Razan Naim Moghrabi ou Razan Naim al-Maghrabi, est une écrivaine et militante féministe libyenne

## Éducation
Elle a étudié la comptabilité avant de se tourner vers une carrière littéraire.

## Carrière
Almoghrabi a publié son travail dans les journaux libyens depuis 1991 et a été rédacteur en chef pour un magazine culturel appelé Horizons. Elle a publié plusieurs collections de nouvelles dont Exile and Horses Devour the Sea (2002), Texts with a Lost Signature (2006), An In-between Man (2010) et Soul for Sale (2010) ; plusieurs romans (Migration to the Tropic of Capricorn en 2004 et Women of Wind en 2010) et un ouvrage de poésie.
Son roman Women of Wind (Nisa al rih), dans lequel un serviteur marocain à Tripoli cherche un passeur pour arranger son passage vers l'Europe, a été nommé pour l'Arabic Booker Prize (Prix international de la fiction arabe) en 2011. En 2015, Almoghrabi a reçu le Prix Oxfam Novib/PEN pour ses efforts pour la liberté des écrivains et des journalistes en Libye.
Almoghrabi a organisé la première conférence sur les droits des femmes à Tripoli en 2012, et a signé une déclaration de solidarité avec les femmes syriennes, lors du Forum sur les Droits des Femmes, de la Paix d'Istanbul. En 2013, elle a parlé devant la commission de la condition de la femme des Nations unies sur les droits des femmes en Libye. Son féminisme affirmé, y compris son choix de ne pas porter le voile, a fait d'elle la cible de menaces de mort ; en 2013, plusieurs membres de la milice ont tiré sur l'entrée de sa maison,.